# Schulwegplan
Unter einem Schulwegplan versteht die Verkehrspädagogik einen Ortsplan mit der differenzierten Darstellung eines sicheren Schulwegs.
In seiner Doppelbedeutung als Wegeskizze aus der Vogelperspektive (= Plan) und sorgfältige Vorbereitung eines Vorhabens (= Planung) soll der Schulwegplan vor allem Erstklässlern und ihren Eltern dabei helfen, den ungefährlichsten Weg zur Schule zu finden. Seine Erstellung wird entsprechend den Eltern und Kindergärten vor Schulbeginn dringend empfohlen.

## Ausgestaltung
Der Schulwegplan weist unter mehreren Alternativen den sichersten Weg durch den Straßenverkehr. Dazu gibt er eine Idealroute vor, die alle Gefahrenpunkte, aber auch Verkehrshilfen, wie Zebrastreifen, Druckampeln, Verkehrsinseln, Fußgängertunnel und Fußgängerbrücken, enthält. Es ist nicht seine Aufgabe, die kürzeste, sondern die gefahrenärmste Wegführung zu markieren.

## Formen

### Der internetbasierte Schulwegplan
Der internetbasierte Schulwegplan wurde von der Continental AG und der Landesverkehrswacht Niedersachsen e.V. seit 2007 bundesweit angeboten und gesponsert. Mittlerweile wurde das Angebot eingestellt. Ein von den beiden Institutionen in Auftrag gegebener Tool bot die Möglichkeit, auf Kartenbasis einfach und bequem grafische Schulwegpläne des eigenen Wohngebiets mit dem Computer zu erstellen und auszudrucken. Ein ausführliches PDF-Handbuch und eine schrittweise Begleitung leisteten dabei Hilfestellung. Die Notwendigkeit der Registrierung und Anmeldung hat allerdings wohl mit zu der relativ geringen Download-Freudigkeit beigetragen, wie die dokumentierten Nutzerzahlen ausweisen. Es wurden bis Juli 2012 lediglich 204 Pläne veröffentlicht.
Seit August 2022 steht für Eltern, Kinder und Schulen der digitale Schulwegplaner von schulwege.de zur Verfügung. Basierend auf den Ergebnissen des Forschungsprojekts FeGiS, enthält der digitale Schulwegplaner bereits bundesweite Gefahreninformationen aus Unfall- und Userdaten. Über die integrierte Routingfunktion, die hierfür den openrouteservice des HeiGit verwendet, wird sowohl die individuell kürzeste als auch eine sicherere Route durch Vermeidung von Gefahrenstellen für Rad- oder Fußwege angezeigt. Die vorliegenden Informationen können durch Fachhinweise aus dem Bereich des kommunalen Mobilitätsmanagements sowie durch Gefahrenmeldungen von Eltern und Kindern ergänzt und aktualisiert werden.

### Der selbst erarbeitete Schulwegplan
Der selbst erarbeitete Schulwegplan wurde im Rahmen des Lernmodells der Verkehrserziehung vom Kinde aus Anfang der 1990er Jahre von dem Karlsruher Verkehrspädagogen S.A. Warwitz in die Verkehrserziehung eingeführt. Es handelt sich um ein sehr lernintensives, kindgemäßes und didaktisch wertvolles Vorgehen, das die natürlichen Lernprozesse des Kindes und seine Kreativität zum Ausgangspunkt nimmt: Nach der Methode des Entdeckenden Lernens werden die Kinder dazu angeleitet, in Begleitung eines verkehrskundigen Erwachsenen den eigenen Schulweg selbst zu erkunden, die schwierigen und gefährlichen Stellen selbst wahrzunehmen und zu lokalisieren und in einer eigenen Wegeskizze die vorteilhafteste Route festzulegen. Die Weiterentwicklung zu einem attraktiven Brettspiel, dem Schulwegspiel, ermöglicht es den Kindern, den Schulweg durch erlebte und/oder erdachte Ereignisse zu bereichern und die Schulwegsicherheit damit auch mental zu üben und zu festigen.
––

### Kommunal geförderte Kinderstadtteilpläne
Mitte/Ende der 1990er Jahre griffen Kommunen und Einrichtungen vermehrt die Idee von sogenannten Kinderstadtteilplänen auf. Die Kinder wurden in Kindergärten, Grundschulen und Vereinen dazu aufgerufen, für sie Interessantes in ihrem Wohnbereich zu entdecken, zu fotografieren und zu melden, wie Spielgelände, Badestellen, Sportstätten, Gefahrenquellen, abenteuerliche Treffpunkte. Es ging vor allem darum, die Bedürfnisse der Kinder in die weitere Raum- und Stadtplanung einzubeziehen. Dabei wurden als eine Art Nebenprodukt gleichzeitig auch die besten Verkehrswege für die Kinder erschlossen und in den Plänen festgehalten. Bei der komplexen Aufgabenstellung hat sich in der Praxis allerdings der Einfluss der erwachsenen Betreuer als sehr dominant herausgestellt.

## Bedeutung
In der Gesamtkonzeption des Kinderschutzes erfüllt der Schulwegplan eine wichtige Funktion bei der Schaffung von mehr Kindersicherheit. Er steht dabei als ein Baustein im Gefüge mit den verkehrspolitischen Vorkehrungen wie der Einrichtung von Fußgängerschutzzonen und verkehrserzieherischen Maßnahmen wie der Fußgängerausbildung.